# Paraliochthonius litoralis
Espèce
Paraliochthonius litoralis est une espèce de pseudoscorpions de la famille des Chthoniidae.

## Distribution
Cette espèce est endémique des îles Galápagos en Équateur. Elle se rencontre sur l'île Santa Cruz et l'île Fernandina.

## Description
Le mâle holotype mesure 1,38 mm et la femelle paratype 1,52 mm.

## Publication originale
- Mahnert, 2014 : Pseudoscorpions (Arachnida: Pseudoscorpiones) from the Galapagos Islands (Ecuador). Revue Suisse de Zoologie, vol. 121, no 2, p. 135-210 (texte intégral).